# 陳大紀
陳大紀（1463年—？），字勉之，浙江紹興府上虞縣人，匠籍，明朝政治人物。

## 生平
弘治五年（1492年）壬子科浙江鄉試第四十六名舉人。弘治九年（1496年）中式丙辰科會試第二百七十四名，三甲第六十三名進士。

## 家族
曾祖陳倞；祖父陳敬興；父陳世英，母史氏。重庆下。